# Grève sur le tas

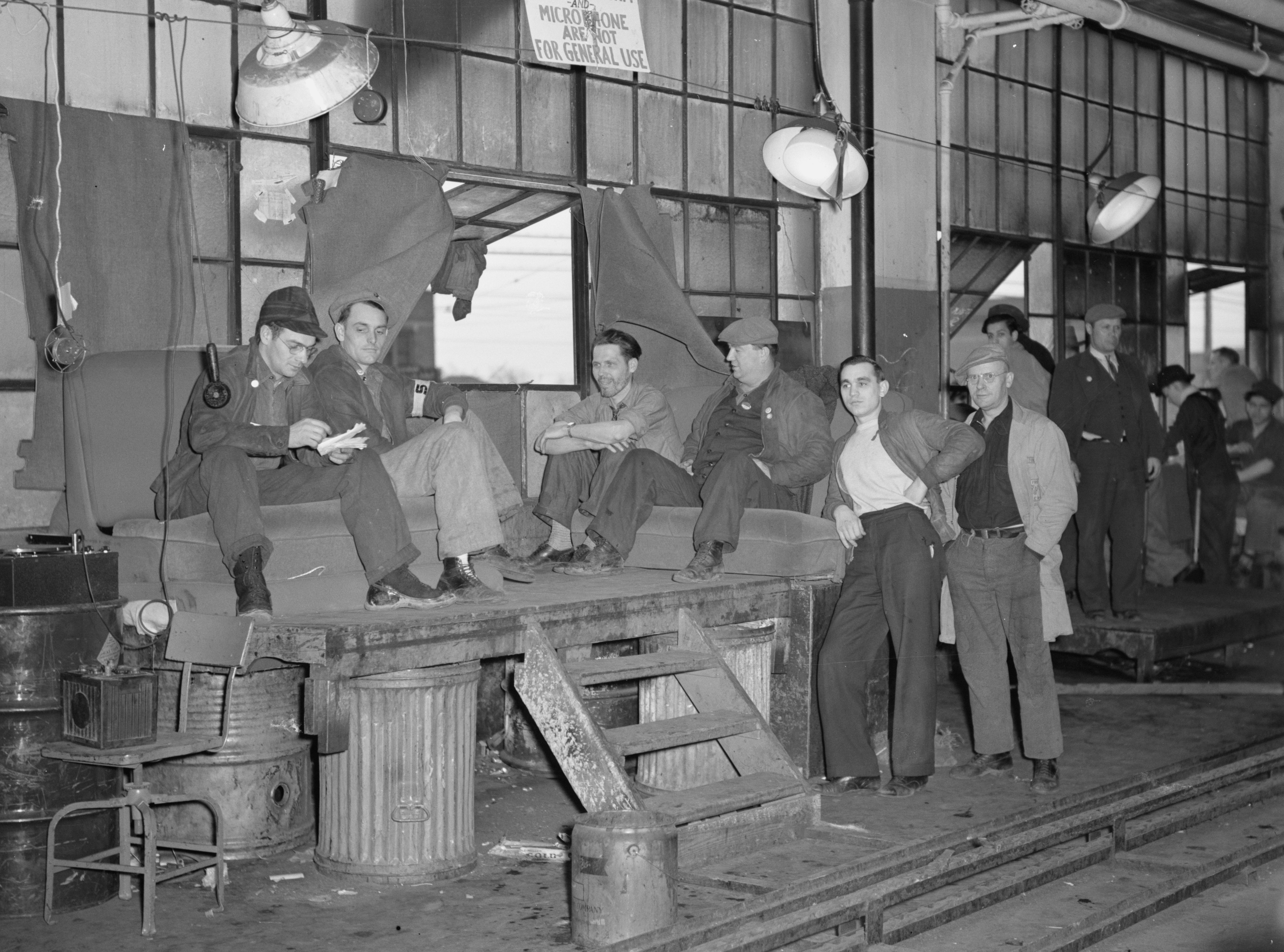
Grève sur le tas aux usines General Motors à Flint (Michigan - USA) en 1936

Une grève sur le tas, ou grève avec occupation (sit-down strike en anglais), est une forme de désobéissance civile pratiquée par un groupe de travailleurs organisés, habituellement employés par une usine ou un autre type d'organisation centralisée, qui prennent possession de la place en « occupant » (sitting down) leur poste de travail. Ce moyen de pression permet notamment d'éviter le remplacement des travailleurs par des briseurs de grève ou, dans certaines situations, de délocaliser la production.
Cette forme de grève est utilisée depuis le début du XXe siècle surtout aux États-Unis, mais également dans des pays tels l'Italie, la Pologne, la Yougoslavie et la France. Illégale dans plusieurs pays, les grèves avec occupation tendent de nos jours à être spontanées et de courte durée.
La grève sur le tas a inspiré le sit-in, une autre forme de désobéissance civile.

## Historique
Le syndicat des Industrial Workers of the World (IWW) est le premier à appliquer ce moyen de pression en sol américain. Le 10 décembre 1906, aux installations de la General Electric Works de Schenectady (New York), environ 3 000 ouvriers pratiquent une grève sur le tas et arrêtent la production afin de protester contre le congédiement de trois membres de l'IWW,.

### États-Unis, années 1930
Dans les années 1930, l'United Auto Workers exerce des grèves sur le tas, dont la plus connue est sans doute celle de Flint, au Michigan, exercée en 1936-1937. Lors de cette dernière, les grévistes occupent plusieurs usines de General Motors durant plus de 40 jours, repoussant la police et la garde nationale.
Le moyen de pression fait boule de neige et une série de grèves sur le tas suivent. Elles diminuent à la fin de la décennie alors que les cours de justice et le National Labor Relations Board déclarent l'illégalité de ce type de grève, menaçant de renvoie ceux qui la pratiquent.

### Années 1960-1980
Dans la foulée de Mai 68, une vague de grèves sur le tas frappe la France. À un moment, environ 25 % des travailleurs français sont en grève et plusieurs d'entre eux occupent leur usine.
En 1973, des travailleurs de l'usine Triumph Motorcycles, située à Meriden (Midlands de l'Ouest) (en), pratiquent une grève sur le tas lorsque les nouveaux propriétaires annoncent la fermeture de l'usine. Le sit-in dure plus d'un an jusqu'à ce que le gouvernement britannique intervienne.